# Waco CG-15
Waco CG-15 var ett amerikanskt lastglidflygplan som användes för marerial och trupptransport under andra världskriget.
Waco CG-15 utvecklades ur det militära lastglidflygplanet Waco CG-4. Beteckningen CG stod för cargo (last) respektive glider (glidflygplan). Flygplanet var ett högvingat monoplan där vingen bars upp av två vingstöttor. Som landställ var två hjul monterade i underkant av flygplanskroppen strax under fästet för vingstöttorna. Flygplanskroppen tillverkades i en fackverkskonstruktion av svetsade stålrör som kläddes med duk och plywood. Golvet var förstärkt med plywood för att klara tunga transporter. Vingen var uppbyggd runt två balkar och spryglar som kläddes med fanér och duk. Roderytorna bestod av svetsade stålprofiler som kläddes med duk. Flygplanet var i stora drag lik CG-4 den kunde transportera samma antal soldater men med ett mer strömlinjeformat nosparti kunde den flyga något fortare. Dessutom var spännvidden något mindre. De amerikanska militärmyndigheterna beställde drygt 1 000 flygplan, men efter att drygt 400 flygplan färdigställts avbeställdes flygplanet. Efter att tillverkningen inledds levererades flygplanen till USAAF för utvärdering. Ett av flygplanen försågs med två Jacobs R-755-9 luftkylda stjärnmotorer. Flygplanet kom huvudsakligen att användas av US Army Air Force även om US Navy använde två flygplan för olika prov. Flygplanen bogserades vanligen efter en Douglas DC-3, vid starten fångades flygplanet upp av bogserflygplanet via en krok. Vid starten ställdes CG-15 upp vid kanten av startbanan från fästpunkter på flygplanet löpte en vajer som anbringades i toppen av två stolpar som var monterade i marken cirka 50 meter framför glidflygplanet. Bogserflygplanet flög in över glidflygplanet strax före stolparna drog piloten i bogserflygplanet åt sig spaken varvid flygplanet steg. Från undersidan av buken på bogserflygplanet löpte ett stag som avslutades med en krok som i bästa fall fångade upp vajern från stolpen. Eftersom vajern var fäst i två punkter på glidflygplanet bildade den en ögla.

## Varianter
- XCG-15 - ett prototypflygplan baserat på en modifierad CG-4A
- XCG-15A - två nytillverkade prototypflygplan
- CG-15A - 427 serietillverkade glidflygplan, 1948 ändrades benämningen till G-15A
- PG-3 - en XCG-15A konverterad till motorglidflygplan med två Jacobs R-755-9, 1948 ändrades benämningen till G-3A
- XLR2W-1 - två CG-15A som överfördes till amerikanska marinen.